# 평균 절대 편차
통계학에서 평균 절대 편차(average absolute deviation 또는 mean absolute deviation, AAD, MAD) 또는 평균 편차(mean deviation) 또는 절대 편차(absolute deviation)는 산포도의 하나로, 평균과 개별 관측치 사이 거리의 평균이다. 각 측정치에서 전체 평균 값을 뺀 값의 절댓값으로 표시되는 편차들의 합에서 산술평균을 말한다. 매우 크거나 작은 어느 하나의 값인 이상치로 인한 문제점을 보완할 수 있는 방법으로 사용되고 있다. 평균편차에는 모집단 평균편차와 표본 평균편차 두 가지 종류가 있다.
중심경향치(central tendency)에서 특별히 평균(Mean) 대신 중앙값(Median)을 쓸 경우 중앙값 절대 편차(median absolute deviation,MAD), 최빈값(Mode)을 사용할 경우 최빈값 절대 편차(mode absolute deviation,MAD)이다.
유사한 용어로 회귀 분석에 쓰는 최소 절대 편차(least absolute deviation)가 있다.

## 예
| central tendency {\displaystyle m(X)} | M absolute deviation                                                      |
| ------------------------------------- | ------------------------------------------------------------------------- |
| Mean = 5                              | {\displaystyle {\frac {\|2-5\|+\|2-5\|+\|3-5\|+\|4-5\|+\|14-5\|}{5}}=3.6} |
| Median = 3                            | {\displaystyle {\frac {\|2-3\|+\|2-3\|+\|3-3\|+\|4-3\|+\|14-3\|}{5}}=2.8} |
| Mode = 2                              | {\displaystyle {\frac {\|2-2\|+\|2-2\|+\|3-2\|+\|4-2\|+\|14-2\|}{5}}=3.0} |

## 같이 보기
- 표준편차
- 분산